# Arteră dorsală a clitorisului

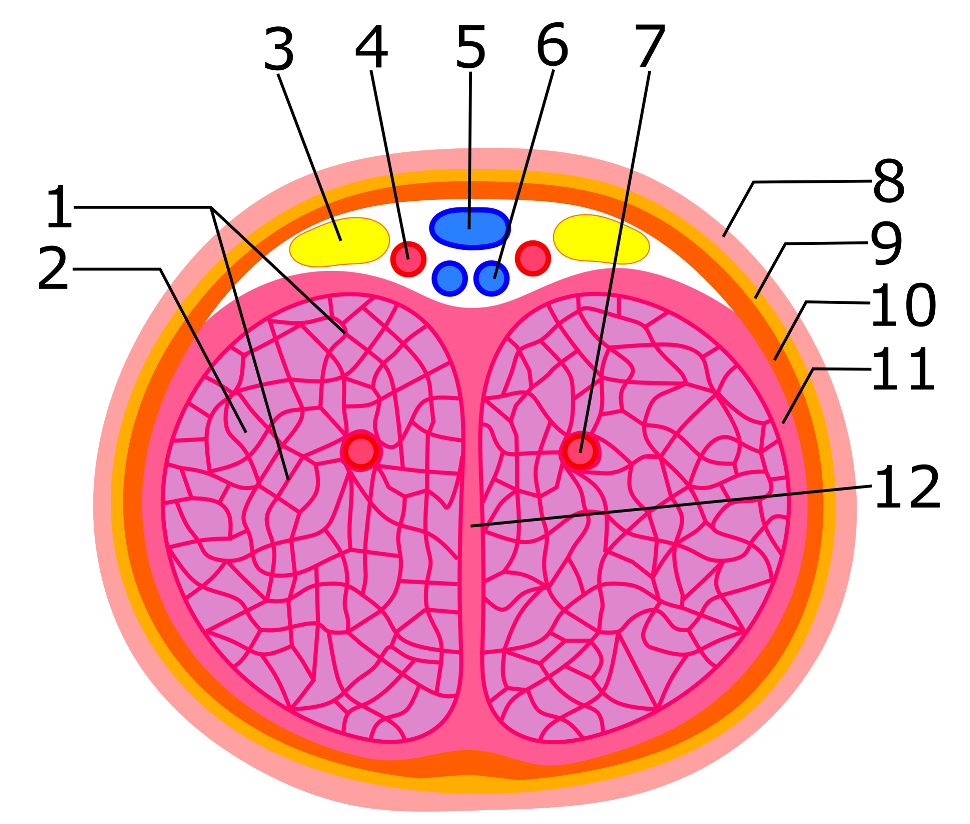
Secțiune transversală prin corpul clitorisului (segmentul descendent):
Corpii cavernoși:
1 - Trabecule;
2 - Cavernă (lacună);
Vase și nervi:
3 - Nervul dorsal al clitorisului;
4 - Artera superficială a clitorisului;
5 - Vena dorsală superficială;
6 - Vena dorsală profundă;
7 - Artera profundă a clitorisului;
Învelișuri:
8 - Piele;
9 - Țesut subcutanat;
10 - Fascia clitorisului;
11 - Tunica albuginea;
12 - Septul median al corpului clitorisului.

Arterele dorsale ale clitorisului (Artere dorsale clitoridiene) reprezintă ramurile terminale ale arterei pudendale interne, prezentând aceeași traiectorie ischio-pubiană ca și nervul dorsal. Artera dorsală se extinde de-a lungul rădăcinii clitorisului (crura clitoridis) din care deviază artera profundă; apoi trece rapid sub fascia retrocrurală și se ridică oblic până la genunchiul (unghiul) clitorisului.
Apoi, arterele traversează baza ligamentului suspensor și continuă pe partea dorso-laterală a porțiunii descendente a corpului clitoridian. Arterele dorsale înaintează spre gland și prepuț, de o parte și de alta a venei dorsale superficiale, sub nervii dorsali.
Pe porțiunea corpului clitoridian, artera dorsală, amplasată între Tunica albuginea a clitorisuluitunica albuginea și fascia clitorisului, se divide în câteva artere circumflexe. Arterele dorsale ale clitorisului se unesc cu artere perineale superficiale care vascularizează prepuțul, labiile mari și labiile mici. Conexiunea acestor artere determină turgescența și  caracterul semierectil ale labilor.